# James Fouché
James Fouche (Auckland, 28 maart 1998) is een Nieuw-Zeelands wielrenner.

## Carrière
In maart 2016 werd Fouche, achter Harry Sweeny, tweede in de tijdrit voor junioren tijdens de Oceanische kampioenschappen op de weg. Een dag later won hij de wegwedstrijd, waar hij met twee minuten voorsprong solo als eerste over de finish kwam. Later dat jaar werd hij nog tweede in de individuele tijdrit van de Ronde van Abitibi en nam hij, zonder succes, deel aan zowel de tijdrit als de wegwedstrijd voor junioren op het wereldkampioenschap.
In 2017 werd Fouche, achter Regan Gough, tweede in het nationale kampioenschap tijdrijden voor beloften. In de New Zealand Cycle Classic, die later die maand werd verreden, eindigde hij op de vijftiende plek in het algemeen klassement. In 2018 waren enkel Ian Talbot en Jake Marryat sneller in het nationale kampioenschap tijdrijden voor beloften. In de wegwedstrijd, waarin eliterenners en beloften samen reden, werd Fouche zevende. Daarmee was hij wel de beste belofte. In maart werd hij, achter Dmitri Strachov, tweede in de Clássica da Arrábida.

## Overwinningen
2016
 Oceanisch kampioen op de weg, Junioren
2018
 Nieuw-Zeelands kampioen op de weg, Beloften
2019
 Nieuw-Zeelands kampioen tijdrijden, Beloften
 Nieuw-Zeelands kampioen op de weg, Elite
Bergklassement Ronde van Antalya
Bergklassement Triptyque des Monts et Châteaux
2022
1e etappe Ronde de l'Oise
Eindklassement Ronde de l'Oise
 Nieuw-Zeelands kampioen op de weg, Elite
2023
Bergklassement Ronde van Poitou-Charentes
Bergklassement Ronde van Groot-Brittannië
Grand Prix Pino Cerami

## Resultaten in voornaamste wedstrijden
|      | \| Jaar \| Waalse Pijl \| \| WK op de weg \| \| ---- \| ----------- \| \| ------------ \| \| 2022 \| \| \| opgave \| \| 2023 \| \| \| \| \| 2024 \| 33e \| \| \| |  |              |
| Jaar | Waalse Pijl |  | WK op de weg |
| 2022 | |  | opgave       |
| 2023 | |  |              |
| 2024 | 33e |  |              |

## Ploegen
- 2018 –  Team Wiggins
- 2019 –  Team Wiggins
- 2019 –  Mitchelton-Scott (stagiair vanaf 1-9)
- 2020 –  Hagens Berman Axeon
- 2021 –  Black Spoke Pro Cycling Academy
- 2022 –  Bolton Equities Black Spoke Pro Cycling
- 2023 –  Bolton Equities Black Spoke
- 2024 –  Euskaltel-Euskadi
- 2025 –  MitoQ-NZ Cycling Project

Cullaigh · Donovan · Downey · Draper · Fouche · Georgi · Kerfoot-Robson · Navarro · O'Loughlin · Pidcock · Robinson · Sauvagnargues · Scott · Stewart · Teggart · Walker · Wood · Yates
Batt · Bostock · Burnett · Christensen · Currie · Fitzsimons · Fouché · Gate · Gough · Jackson · Jones · Kench · Mudgway · O'Donnell · Oram · Scott · Sexton · Stewart · Townsend · Wright · Gardner (stagiair) · Hornblow (stagiair) · Vercouillie (stagiair)
Aberasturi · Alustiza · Azparren · Azurmendi (tot 15/4) · Berasategi · Bizkarra · Bonillo · Bou · Cañellas · Cuadrado · de la Parte · Etxeberria · Fouché · Isasa · Iturria · Juaristi · López de Abetxuko · Martín · Maté · Mintegi · Zubeldia · Ganzabal (stagiair)